# American Guild of Organists
Die American Guild of Organists (AGO) ist die nationale Organisation von Kirchen- und Konzertorganisten in den USA und wurde 1896 gegründet (Sitz: New York City). Sie ist in einzelne Unterorganisationen aufgegliedert („Chapters“, darunter das 1979 gegründete European Chapter) und ist Herausgeber der monatlich erscheinenden Fachzeitschrift „The American Organist“. Die Mitgliedschaft ist nicht auf professionelle Organisten beschränkt, sondern für Orgelinteressierte offen.